# 斑马峨螺
斑马峨螺（学名：Pusiostoma mendicaria），是新腹足目峨螺科Pusiostoma属的一种。主要分布于马来西亚、印度尼西亚、中国大陆、台湾，常栖息在潮间带。